# Giacomo Menochio
Giacomo Menochio, in latino Jacobus Menochius (Pavia, 22 gennaio 1532 – Pavia, 10 agosto 1607), è stato un giurista italiano.

## Biografia
Insegnò nelle Università di Pavia (1556-60 e 1588-1607), Mondovì (1561-66) e Padova (1566-88), entrò nel Senato di Milano e fu presidente della magistratura delle entrate straordinarie in Milano. Scrisse vari trattati.

## Opere

De iurisdictione, 1695

- (LA) De iurisdictione, imperio et potestate ecclesiastica ac seculari, Lugduni, Jean Antoine Cramer, Philibert Perachon, 1695.

### Manoscritti
- De necessitate eiusque privilegiis, XVII secolo, Milano, Biblioteca Trivulziana, Fondo manoscritti, Triv. 1630.

De arbitrariis iudicum quaestionibus et causis, 1588
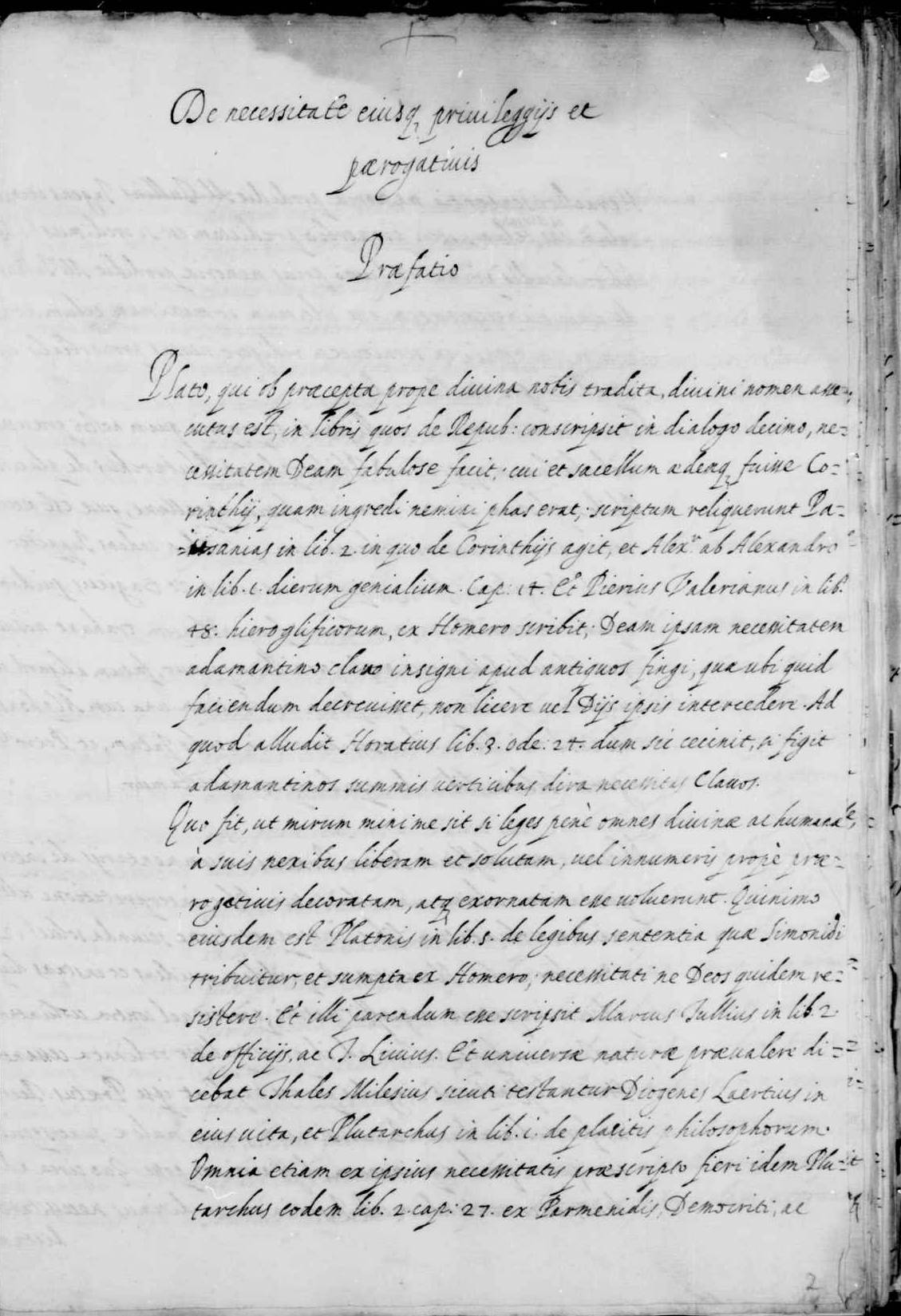
De necessitate eiusque privilegiis, manoscritto, XVII secolo. Biblioteca Trivulziana, Milano.